# 58 î.Hr.

## Nașteri
- 30 ianuarie: Livia Drusilla  (d. 29)
- dată necunoscută: Jumong  (d. 19 î.Hr.)